# Hébergement parasite
Sur Internet, l'hébergement parasite (parasite hosting) est l'hébergement d'un site Web sur un serveur tiers non destiné au site, dans le seul but d'améliorer le positionnement d'un site dans les résultats des moteurs de recherche. Il s'agit d'une technique de référencement abusif.

## Fonctionnement
D'une part, les moteurs de recherche comme Google ordonnent les résultats de leurs recherches selon plusieurs critères. Un de ces critères est le nombre d'hyperliens qui pointent vers la page proposée.
D'autre part, des sites éducationnels, des sites communautaires (comme Digg et Reddit) ainsi que d'autres sites offrent à leurs visiteurs d'héberger gratuitement une page Web ou même un site Web.
Certains fraudeurs profitent des offres d'hébergement gratuit pour créer des pages ou des sites dont le seul but est de contenir des hyperliens vers des sites à promouvoir pour tromper les moteurs de recherche ou y diriger les internautes.

## Source
- (en) Cet article est partiellement ou en totalité issu de l’article de Wikipédia en anglais intitulé « Parasite hosting » (voir la liste des auteurs).